# Olegario Pachón Núñez
Olegario Pachón Núñez (Bienvenida, 1907-Llerena, 1996) fue un anarquista y militar español.

## Biografía
Nació en la localidad pacense de Bienvenida en 1907. Nacido en el seno de una familia campesina, en su juventud trabajó en el campo como jornalero. Durante los años de la Segunda República se inició en el movimiento anarquista, formando parte de Confederación Nacional del Trabajo (CNT).
Tras el estallido de la Guerra civil se unió a las milicias populares, combatiendo en el frente de Extremadura. Llegó a mandar el batallón «Pío Sopena», de composición anarcosindicalista, que estuvo desplegado en los frentes de Talarrubias y Casas de Don Pedro. Con posterioridad se integró en la estructura del Ejército Popular de la República, alcanzando el grado de mayor de milicias. Durante algunos meses de 1937 estuvo al frente de la 113.ª Brigada Mixta, que guarnecía el tranquilo frente del Tajo-Extremadura. También mandó 91.ª Brigada Mixta, tomando parte en los combates de la Bolsa de Mérida. Hacia el final de la contienda era comandante de la 37.ª División.
Hacia el final de la contienda huyó a Alicante, pero al llegar al puerto descubrió que no había barcos para los refugiados. Fue hecho prisionero por las fuerzas franquistas y encarcelado en los campos de concentración de Albatera y Porta Coeli. No obstante, logró escapar y huir hasta Francia. Allí logró establecerse y colaboró con la organización anarcosindicalista en el exilio. Durante el exilio trabajó como cartuchero, estibador y planchador. En 1957 fue enviado a la España franquista como delegado de la CNT, en un viaje clandestino que tenía por misión de cerciorarse del estado en que se encontraba la estructura de la CNT; el propio Olegario Pachón comprobó el grado de inactividad que tenía la organización anarquista y así lo hizo saber a la jefatura de la CNT en el exilio. Tras la muerte de Franco regresó a España, donde fallecería.

## Obras
- —— (1979). Recuerdos y consideraciones de los tiempos heroicos. Barcelona: Gráfica Fernando.[8][9]